# Lephalale (Fluss)
Der Lephalale (auch: Palala (River)) ist ein rechter Nebenfluss des Limpopo in Südafrika.

## Verlauf
Der Fluss entspringt im Grenzgebiet zu Botswana. Er bildet für die Waterberg-Region und Teile der Provinz Limpopo eine bedeutende Wasserstraße. Ein Großteil des Naturschutzgebietes Lapalala Wilderness, das vorherrschend Trockenwald-Vegetation aufweist, wird durch ihn entwässert. Der Fluss bildet einen wichtigen Lebensraum für eine Vielzahl von Säugetieren, wie beispielsweise Streifengnus, Giraffen, Pythons, Flusspferde, Krokodile, Breitmaulnashörner und andere Hornträger, und bedeckt einen eigenen Einzugsbereich von 4868 km².
Ein Großteil des Flusslaufs führt durch das Waterberg-Massiv, eine Felsformation von annähernd 15.000 Quadratkilometern Erstreckung. Das Massiv wurde als erste Region im nördlichen Teil der Republik Südafrika von der UNESCO als Biosphärenreservat ausgewiesen. Das Fundament bildet der Kaapvaal-Kraton, ein im Archaikum entstandener, stabiler Krustenblock, dessen Bildung bis zu 2,7 Milliarden Jahre zurückreicht. In diesen Block hinein stießen kraft Intrusion Mineralien, die den Bushveld-Komplex bildeten. Hunderte von Millionen von Jahren prägte der Fluss durch erosive Vorgänge das Landschaftsbild, wobei charakteristische Tafelberge und Inselberge sowie Härtlinge entstanden. Das Ökosystem kann als Trockenwald beziehungsweise Bushveld charakterisiert werden.
Im Waterberg-Massiv wurden Steinwerkzeuge gefunden, die eine Besiedlung während der Steinzeit belegen. Zudem lassen sich frühe Zeugnisse über die Herkunft des Menschen ablesen.

## Hydrometrie
Die Abflussmenge des Palala River wurde am Pegel Hopetown, bei der Hälfte des Einzugsgebietes, über die Jahre 1967 bis 1984 in m³/s gemessen.

## Ökologie
Der Lephalale weist sehr klares Wasser und eine nachweislich hohe Wasserqualität auf, was insbesondere für seinen Oberlauf gilt. Als repräsentativer Biomarker gilt der Gesundheitszustand des darin lebenden sensiblen Nordafrikanischen Raubwelses (Burchell). Entlang des Mittellaufes liegen unberührte Wildnis-Gebiete. Im Unterlauf des Lephalale unterstützen dominante Alluvialböden und kleine Wehre die Bewässerung der umgebenden Landschaft.

## Geologie
Der geologische Aufbau des Lephalale-Einzugsgebietes ist recht variabel und komplex gestaltet. So finden sich poröse wie verfestigte Horizonte von Sedimentschichten aus quarzitischen Sandsteinen und Felsiten, die magmatischer beziehungsweise metamorpher Herkunft sind und felsische Mineralen einschließen. Sie gehören zur Waterberg- beziehungsweise Soutpansberg-Gruppe. Sie werden durch saure wie basische Plutonite des Bushveld-Komplexes aufgrund intrusiver Tätigkeiten überlagert. Flussabwärts wird das Einzugsgebiet des Lephalale von kohlenstoffreichen Tonsteinen, Schiefern und Basalten der Karoo-Sequenz unterlagert. Weite Gebiete im zentralen Teil des Flussunterlaufes sind durch sandiges Ablagerungsmaterial des Quartär überlagert.

## Prähistorische Felszeichnungen
Auf verschiedenen Klippen, die den Fluss säumen, finden sich prähistorische Felszeichnungen. Diese Hinterlassenschaften der San reichen in die Zeit um 8000 v. Chr. zurück. Die Werke zeigen Jagdszenen auf verschiedenes Wild, insbesondere Antilopen. Die Zeichnungen finden sich an den senkrecht emporsteigenden Felswänden, wobei viele besonders prachtvolle Exemplare durch mächtige Bergüberhänge geschützt sind. Die gewählten Farben erwiesen sich bemerkenswert widerstandsfähig gegenüber der jahrtausendelangen Verwitterung.
Die Felsmalereien sind sehr schwer zugänglich, da keine Straßen dorthin führen, örtliche Markierungen oft fehlen und auch in Landschaftskarten keine Verzeichnungen vorhanden sind. Bisweilen erschwert sehr sumpfiges Terrain den Zugang.

## Klima
Die durchschnittliche jährliche Temperatur liegt zwischen 16 und 22 °C. Die durchschnittliche Maximaltemperatur wird im Januar mit 30 °C verzeichnet, während die minimale monatliche Durchschnittstemperatur bei 4 °C im Monat Juli liegt.
Niederschläge nehmen von Norden nach Süden hin zu.

## Wirtschaft
Am Lephalale befindet sich in der gleichnamigen Ortschaft das größte trockengekühlte Kohlekraftwerk der Welt (6 × 800 MW), die Matimba Power Station.  Die Medupi Power Station ist teilweise in Betrieb und soll insgesamt bis zu 4500 Megawatt Kapazität haben.
Vornehmlich abgebaute Rohstoffe in der Region sind Blei (Dorset) und Phosphate (Abbot’s Poort).